# San Pablo, Tecpatán
San Pablo är en ort i Mexiko.   Den ligger i kommunen Tecpatán och delstaten Chiapas, i den sydöstra delen av landet, 700 km öster om huvudstaden Mexico City. San Pablo ligger 535 meter över havet och antalet invånare är 170.
Terrängen runt San Pablo är kuperad, och sluttar västerut. Runt San Pablo är det ganska glesbefolkat, med 42 invånare per kvadratkilometer. Närmaste större samhälle är Copainalá, 18,1 km öster om San Pablo. Omgivningarna runt San Pablo är en mosaik av jordbruksmark och naturlig växtlighet.